# Sjeverna Hrvatska
Sjeverna Hrvatska, naziv za područje najsjevernijeg dijela Republike Hrvatske. On nije službeni pojam, ali se koristi kao opisno zemljopisno određenje u mnogim prigodama, bilo da se radi o turističkoj ponudi, infrastrukturnoj mreži, industrijskim zonama ili drugim gospodarskim djelatnostima i aktivnostima, bilo da se upotrebljava u književnosti, povijesti, školstvu, nakladništvu i inim sličnim područjima ljudskog djelovanja.
U zemljopisnom smislu jednim se dijelom poklapa sa statističkom regijom Sjeverozapadne Hrvatske, a često se povezuje s pojmom Središnje Hrvatske ili prikazuje kao njen dio. Sjeverna Hrvatska općenito obuhvaća četiri županije: Međimursku, Varaždinsku, Koprivničko-križevačku i Krapinsko-zagorsku. Neki u Sjevernu Hrvatsku ubrajaju i zagrebačko i bjelovarsko područje, a ponekad se taj naziv proteže na cijelu kontinentalnu Hrvatsku, nasuprot pojmu Južne Hrvatske, koja se odnosi na priobalje, odnosno Dalmaciju. Na njenom sjeverozapadnom dijelu proteže se državna granica s Republikom Slovenijom, a na sjeveroistočnom rubu je državna granica s Republikom Mađarskom. 
S demografskog gledišta to je relativno gusto naseljen kraj, gdje mjestimično gustoća populacije prelazi 150 stanovnika po četvornom kilometru, što je dvostruko više od državnog prosjeka.
Sjeverna Hrvatska je područje u kojem se izvorno govori kajkavskim narječjem hrvatskog jezika, osim u nekim njenim krajnjim istočnim dijelovima, gdje se mjestimično govori štokavski. Najveći gradovi su ujedno sjedišta županija: Zagreb, Čakovec, Koprivnica, Krapina i Varaždin, a osim njih veći su Đurđevac, Ivanec, Križevci, Novi Marof, Zabok i drugi.
Prometna povezanost nekih dijelova Sjeverne Hrvatske je vrlo dobra, jer kroz nju idu tri autoceste (A2, A4 i A12 - potonja još u fazi izgradnje), niz državnih cesta, te željezničke pruge, ali postoje područja slabije povezanosti, najviše uvjetovanih nepovoljnom konfiguracijom terena (brdsko područje) ili odsutnošću strateških prometnih pravaca. Od infrastrukture razmjerno razvijene su električna, telekomunikacijska i plinovodna mreža, a lokalno i mreže vodovoda, odvodnje otpadnih voda, te ostalih komunalnih usluga (zbrinjavanje otpada i dr.).
Gospodarski je to jedno od najrazvijenijih područja Hrvatske, poglavito u industrijsko-obrtničkom, te poljoprivredno-prehrambenom smislu, s naglašenom izvoznom orijentacijom. Na njemu postoji niz poduzetničkih zona koje investitorima nude povoljne uvjete ulaganja u proizvodne pogone ili druge vrste poslovnih aktivnosti, a svoje usluge nude i brojne razvojne agencije. 
U gastronomskom pogledu prevladavaju lokalne kuhinje, kao na primjer Međimurska kuhinja ili Zagorska kuhinja, koje su nekad bile pod manjim ili većim austrijskim i/ili mađarskim utjecajem. 

## Vanjske poveznice
- Poduzetničke zone u sjevernoj Hrvatskoj atraktivne za ulagače iz Europske unije  Arhivirana inačica izvorne stranice od 27. ožujka 2014. (Wayback Machine)
- Brošura „Sjeverna Hrvatska – poveznica s Novom Europom“  Arhivirana inačica izvorne stranice od 10. lipnja 2007. (Wayback Machine)
- Orijentacija na izvozna tržišta odlika je Sjeverne Hrvatske  Arhivirana inačica izvorne stranice od 12. svibnja 2014. (Wayback Machine)
- Problematika željezničkih linija u Sjevernoj Hrvatskoj  Arhivirana inačica izvorne stranice od 27. ožujka 2014. (Wayback Machine)
- Čakovec među najljepšim gradovima Sjeverne Hrvatske  Arhivirana inačica izvorne stranice od 3. studenoga 2013. (Wayback Machine)
- Utvrde i dvorci Sjeverne Hrvatske
- Sveučilište Sjever u Koprivnici i Varaždinu
- Sjeverna Hrvatska u vikend-planeru  Arhivirana inačica izvorne stranice od 27. ožujka 2014. (Wayback Machine)
- Najpopularnija kupališta u Sjevernoj (i Središnjoj) Hrvatskoj
- Sjevernohrvatske teme u časopisu „Vijenac“ Matice hrvatske  Arhivirana inačica izvorne stranice od 23. ožujka 2014. (Wayback Machine)
- „Međimurska kuhinja iz bajke“ Veljka Barbierija
- Gastronomija sjeverne i središnje Hrvatske bogata je jelima od krumpira, bučinim uljem, kotlovinom, sirom i vrhnjem te zagorskim štruklima  Arhivirana inačica izvorne stranice od 16. ožujka 2016. (Wayback Machine)
- NAJ GLAS Sjeverne Hrvatske - natjecanje pjevača amatera u Prelogu[neaktivna poveznica]